# 200 meter frisim för herrar i simning vid olympiska sommarspelen 2020
Herrarnas 200 meter frisim vid olympiska sommarspelen 2020 avgjordes 25–27 juli 2021 i Tokyo Aquatics Centre.
Det var 16:e gången 200 meter frisim fanns med som en gren vid OS. Grenen hölls först mellan 1900 och 1904. Den har därefter varit med i varje upplaga av olympiska sommarspelen sedan 1968.

## Rekord
Före tävlingarna gällde dessa rekord:
| Världsrekord     | Paul Biedermann (GER) | 1.42,00 | Rom, Italien | 28 juli 2009    | [ 2 ] [ 3 ] |
| Olympiskt rekord | Michael Phelps (USA)  | 1.42,96 | Peking, Kina | 12 augusti 2008 | [ 4 ]       |

Inga nya rekord slogs under tävlingen.

## Schema
Alla tiderna är UTC+9.
| Datum               | Tid   | Omgång      |
| ------------------- | ----- | ----------- |
| Söndag 25 juli 2021 | 19:17 | Försöksheat |
| Måndag 26 juli 2021 | 10:37 | Semifinaler |
| Tisdag 27 juli 2021 | 10:43 | Final       |

## Resultat

### Försöksheat
Simmarna med de 16 bästa tiderna gick vidare till semifinal.
| Placering | Heat | Bana | Namn                | Nationalitet   | Tid     | Noteringar |
| --------- | ---- | ---- | ------------------- | -------------- | ------- | ---------- |
| 1         | 3    | 5    | Hwang Sun-woo       | Sydkorea       | 1.44,62 | Q, 0NR0    |
| 2         | 4    | 2    | Fernando Scheffer   | Brasilien      | 1.45,05 | Q, 0AR0    |
| 3         | 3    | 4    | Thomas Dean         | Storbritannien | 1.45,24 | Q          |
| 4         | 2    | 1    | David Popovici      | Rumänien       | 1.45,32 | Q          |
| 5         | 4    | 4    | Duncan Scott        | Storbritannien | 1.45,37 | Q          |
| 6         | 4    | 5    | Martin Maljutin     | ROC            | 1.45,50 | Q          |
| 7         | 3    | 7    | Stefano Ballo       | Italien        | 1.45,80 | Q          |
| 8         | 5    | 2    | Thomas Neill        | Australien     | 1.45,81 | Q          |
| 9         | 5    | 4    | Danas Rapšys        | Litauen        | 1.45,84 | Q          |
| 10        | 3    | 6    | Townley Haas        | USA            | 1.45,86 | Q          |
| 11        | 5    | 8    | Kregor Zirk         | Estland        | 1.46,10 | Q, 0NR0    |
| 12        | 3    | 1    | Nándor Németh       | Ungern         | 1.46,19 | Q          |
| 13        | 5    | 3    | Kieran Smith        | USA            | 1.46,20 | Q          |
| 14        | 2    | 3    | Velimir Stjepanović | Serbien        | 1.46,26 | Q          |
| 15        | 3    | 2    | Antonio Djakovic    | Schweiz        | 1.46,37 | Q          |
| 16        | 4    | 1    | Stefano Di Cola     | Italien        | 1.46,67 | Q          |
| 17        | 5    | 5    | Katsuhiro Matsumoto | Japan          | 1.46,69 | WSO        |
| 17        | 5    | 7    | Lukas Märtens       | Tyskland       | 1.46,69 | LSO        |
| 19        | 2    | 5    | Jacob Heidtmann     | Tyskland       | 1.46,73 |            |
| 20        | 4    | 8    | Jordan Pothain      | Frankrike      | 1.46,75 |            |
| 21        | 4    | 3    | Ji Xinjie           | Kina           | 1.46,86 |            |
| 22        | 5    | 6    | Elijah Winnington   | Australien     | 1.46,99 |            |
| 23        | 4    | 7    | Robin Hanson        | Sverige        | 1.47,02 |            |
| 24        | 3    | 3    | Ivan Girev          | ROC            | 1.47,11 |            |
| 24        | 5    | 1    | Murilo Sartori      | Brasilien      | 1.47,11 |            |
| 26        | 2    | 8    | Alexei Sancov       | Moldavien      | 1.47,46 |            |
| 27        | 2    | 4    | Denis Loktev        | Israel         | 1.47,68 |            |
| 28        | 3    | 8    | Jonathan Atsu       | Frankrike      | 1.47,75 |            |
| 29        | 2    | 7    | Alex Sobers         | Barbados       | 1.48,09 |            |
| 30        | 4    | 6    | Dominik Kozma       | Ungern         | 1.48,87 |            |
| 31        | 1    | 6    | Dimitrios Markos    | Grekland       | 1.49,16 |            |
| 32        | 2    | 2    | Welson Sim          | Malaysia       | 1.49,24 |            |
| 33        | 1    | 5    | Mikel Schreuders    | Aruba          | 1.49,43 |            |
| 34        | 2    | 6    | Baturalp Ünlü       | Turkiet        | 1.49,75 |            |
| 35        | 1    | 3    | Joaquín Vargas      | Peru           | 1.49,93 |            |
| 36        | 1    | 2    | Mokhtar Al-Yamani   | Jemen          | 1.49,97 |            |
| 37        | 1    | 4    | Wesley Roberts      | Cooköarna      | 1.50,41 |            |
| 38        | 1    | 7    | James Freeman       | Botswana       | 1.52,87 |            |
| 39        | 1    | 1    | Audai Hassouna      | Libyen         | 1.56,27 |            |

Swimoff
| Placering | Bana | Namn                | Nationalitet | Tid     | Noteringar |
| --------- | ---- | ------------------- | ------------ | ------- | ---------- |
| 1         | 4    | Katsuhiro Matsumoto | Japan        | 1.46,06 |            |
| 2         | 5    | Lukas Märtens       | Tyskland     | 1.46,40 |            |

### Semifinaler
Simmarna med de 8 bästa tiderna gick vidare till final.
| Placering | Heat | Bana | Namn                | Nationalitet   | Tid     | Noteringar |
| --------- | ---- | ---- | ------------------- | -------------- | ------- | ---------- |
| 1         | 2    | 3    | Duncan Scott        | Storbritannien | 1.44,60 | Q          |
| 2         | 2    | 1    | Kieran Smith        | USA            | 1.45,07 | Q          |
| 3         | 2    | 2    | Danas Rapšys        | Litauen        | 1.45,32 | Q          |
| 4         | 2    | 5    | Thomas Dean         | Storbritannien | 1.45,34 | Q          |
| 5         | 1    | 3    | Martin Maljutin     | ROC            | 1.45,45 | Q          |
| 6         | 2    | 4    | Hwang Sun-woo       | Sydkorea       | 1.45,53 | Q          |
| 7         | 1    | 5    | David Popovici      | Rumänien       | 1.45,68 | Q          |
| 8         | 1    | 4    | Fernando Scheffer   | Brasilien      | 1.45,71 | Q          |
| 9         | 1    | 6    | Thomas Neill        | Australien     | 1.45,74 |            |
| 10        | 2    | 6    | Stefano Ballo       | Italien        | 1.45,84 |            |
| 11        | 2    | 8    | Antonio Djakovic    | Schweiz        | 1.45,92 |            |
| 12        | 1    | 2    | Townley Haas        | USA            | 1.46,07 |            |
| 13        | 2    | 7    | Kregor Zirk         | Estland        | 1.46,67 |            |
| 14        | 1    | 8    | Stefano Di Cola     | Italien        | 1.47,19 |            |
| 15        | 1    | 7    | Nándor Németh       | Ungern         | 1.47,20 |            |
| 16        | 1    | 1    | Velimir Stjepanović | Serbien        | 1.47,62 |            |

### Final
| Placering | Bana | Namn              | Nationalitet   | Tid     | Noteringar |
| --------- | ---- | ----------------- | -------------- | ------- | ---------- |
| 1         | 6    | Thomas Dean       | Storbritannien | 1.44,22 | 0NR0       |
| 2         | 4    | Duncan Scott      | Storbritannien | 1.44,26 |            |
| 3         | 8    | Fernando Scheffer | Brasilien      | 1.44,66 | 0AR0       |
| 4         | 1    | David Popovici    | Rumänien       | 1.44,68 |            |
| 5         | 2    | Martin Maljutin   | ROC            | 1.45,01 |            |
| 6         | 5    | Kieran Smith      | USA            | 1.45,12 |            |
| 7         | 7    | Hwang Sun-woo     | Sydkorea       | 1.45,26 |            |
| 8         | 3    | Danas Rapšys      | Litauen        | 1.45,78 |            |